# ملعقية
الملعقية  أو حشيشة الملاعق (الاسم العلمي: Cochlearia) (بالإنجليزية: Scurvy grass, Scurvygrass, or Spoonwort)‏ هي جنس نباتي تتبع فصيلة الصليبية من رتبة الكرنبيات.